# Chemikalienrecht (Vereinigte Staaten)
Als Chemikalienrecht oder Regulierung von Chemikalien (englisch Regulation of chemicals) bezeichnet im Recht der Vereinigten Staaten das Rechtsgebiet, das dem Schutz der menschlichen Gesundheit und der Umwelt vor schädlichen Chemikalien dient.

## Rechtsquellen
Die US-amerikanische Rechtslage ist komplex. So gibt es unterschiedliche Normen des Bundes (federal law) je nach Anwendungsbereich und eingesetzter Menge der Chemikalien:
- Toxic Substances Control Act (TSCA), umzusetzen durch die EPA
- „Research and Development (R&D) Exemption“ des TSCA für Stoffe, die nur in geringen Mengen in Forschung und Entwicklung verwendet werden
- „Federal Food, Drug, and Cosmetic Act“ für Lebensmittel, Pharmazeutika, Kosmetika und Medizinprodukte
- „Insecticide, Fungicide, and Rodenticide Act“ für Pestizide
- Auflagen des „Bureau of Alcohol, Tobacco, Firearms and Explosives“ für Tabak und Tabakprodukte
- Auflagen der „Nuclear Regulatory Commission“ für radioaktive Materialien und Abfälle

Hinzu kommen Rechtsnormen zahlreicher Bundesstaaten; diese machen den Produzenten, Importeuren und Inverkehrbringern oft strengere Auflagen als das US-amerikanische Bundesrecht.

## Rechtsgeschichte
Die Regulierung von Chemikalien ist ein junges Rechtsgebiet. Seine Entwicklung geht auf eine Studie aus dem Jahre 1971 infolge mehrerer tragischer Vorfälle zurück. Eine intensive öffentliche Debatte über die steigende Anzahl von chemischen Stoffen und die geringen Informationen über diese führte schließlich zum Erlass des Toxic Substances Control Act 1976. Gegenüber der als innovationshemmend betrachtenden Arzneimittelzulassung wollte man so ein schnelles und effizientes Anmelde- und Informationssystem für Chemikalien gewährleisten.